# Автомобильный гараж фирмы К. Л. Крюммеля (Дивенская улица)
Автомобильный гараж и жилой дом фирмы К. Л. Крюммеля — памятник архитектуры. Расположен в Санкт-Петербурге, современный адрес дома — Большая Посадская улица, 12 / Дивенская улица, 9.

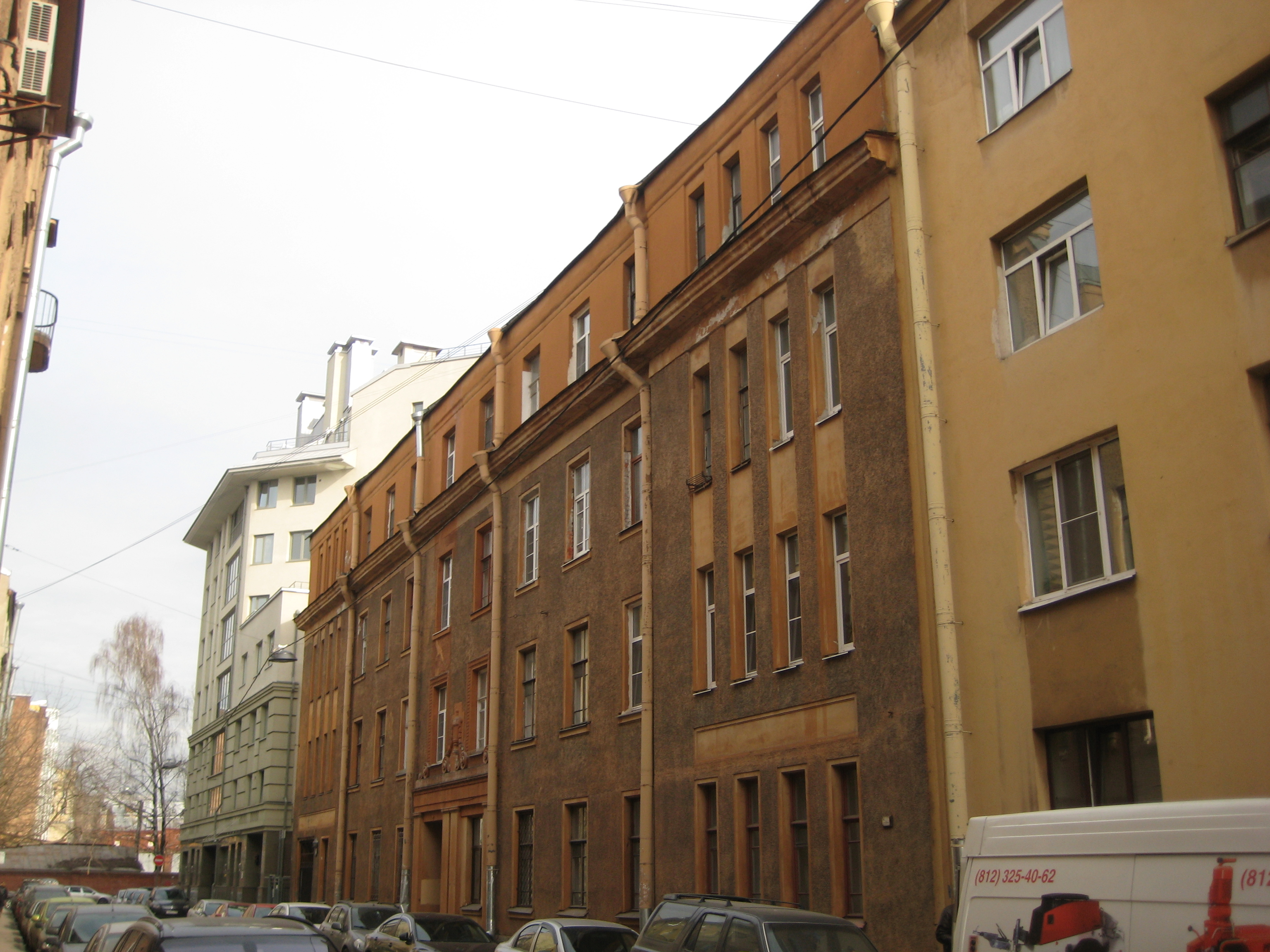
Жилой дом

Цилиндрическое четырёхэтажное здание гаража с плоской крышей было построено в глубине участка в августе-ноябре 1913 года, проектные чертежи подписаны А. В. Болотниковым (на тот момент студентом, предположительно исполнителем, а не автором постройки). Диаметр постройки — 38 метров, в отличие от предшественника, лифтовой узел (с тремя лифтами) расположен по центру здания. Рамный каркас здания монолитный, открытый внутри, боксы для автомобилей расположены по 30 штук вокруг кольцевой площадки по периметру каждого этажа. Перекрытия между этажами сделаны из бетонных плит, стены заполнены заподлицо с несущими стойками. Снаружи здание разбито на небольшие грани, окна монотонные, прямоугольные.
Вместе с гаражом были построены ремонтные мастерские и служебный жилой дом, в одном из корпусов которого были обычные квартиры, а в другом — с коридорной планировкой (общежитие). На крыше с толевым покрытием шофёры могли отдыхать летом.
Во время Первой мировой войны в здании находился гараж Северо-Западного фронта, после этого оно пустовало до 1932 года — пока не прошла реконструкция и не въехал таксопарк Ленинграда № 1. Ещё одна реконструкция с утратой исторического облика прошла в 2012—2015 годах. Гараж был приспособлен под офисный центр с паркингом на первом уровне, здание надстроили на этаж с видовой площадкой и мансарду, стены были оформлены ордером, лифтовая шахта превращена в атриум.